# Baby Keem
Pour les articles homonymes, voir Carter et Keem.
Baby Keem, de son vrai nom Hykeem Jamaal Carter, Jr., né le 22 octobre 2000 à Carson en Californie, est un rappeur, chanteur, producteur américain.

## Biographie
Hykeem Jamaal Carter, Jr. naît le 22 octobre 2000 dans la ville de Carson, située au sud de Compton, en Californie, et grandit à Las Vegas dans le Nevada.
Il apprend à composer en 2013, et sort son premier titre, intitulé Come Thru, à l'âge de 15 ans.
En 2018, il fait ses premiers pas dans l'industrie musicale sous le nom de Hykeem Carter. En tant que producteur musical, il travaille sur les projets liés au label Top Dawg Entertainment, notamment la BO du film Black Panther produite par son cousin Kendrick Lamar, l'album Redemption de Jay Rock, l'album CrasH Talk de ScHoolboy Q, et le titre The Nile  de Beyoncé et Kendrick Lamar issu de la BO du film live Le Roi Lion. En parallèle, il sort les deux EPs Midnight et Hearts & Darts, et, répondant désormais sous le nom de Baby Keem, sort la mixtape The Sound of Bad Habit en octobre 2018.
Entre juin et juillet 2019, Baby Keem dévoile tour à tour les singles Invented It, France Freestyle, et Orange Soda, et sort sa seconde mixtape Die for My Bitch le 19 juillet 2019. Orange Soda devient le premier succès du rappeur : le single est la première entrée de Baby Keem au Billboard Hot 100 et est certifié single de platine en août 2020,. Tandis que la mixtape est incluse dans la liste des 50 meilleurs projets de 2019 par le magazine XXL, et Drake désigne la mixtape comme son projet favori de 2019, ex æquo avec l'album So Much Fun de Young Thug.
En mars 2020, Baby Keem signe sur le label pgLang (en) nouvellement fondé par Kendrick Lamar et Dave Free (en). La même année, il est nommé dans la XXL Freshman Class 2020.
Le 30 avril 2021, Baby Keem dévoile le single Durag Activity en collaboration avec Travis Scott.
Le 27 août 2021 sort le single Family Ties en collaboration avec son cousin. Marquant le retour de Kendrick Lamar sur le devant de la scène après deux ans d'absence, le titre démarre à la 18e place du Billboard Hot 100. Le même mois, il figure sur le titre Praise God issu de l'album DONDA de Kanye West.
Le 10 septembre 2021, Baby Keem dévoile son premier album studio intitulé The Melodic Blue. L'album se classe à la 5e place du Billboard 200 avec 53 000 exemplaires vendus lors de sa première semaine d'exploitation. Une réédition de l'album, composée de dix titres dont sept inédits  et trois précédemment sortis, sort le 28 octobre 2022.
En avril 2022, à l'occasion de la 64e cérémonie des Grammy Awards, Baby Keem remporte le prix de la « Meilleure prestation rap » pour son single Family Ties,,. Il fait également partie des nommés pour le prix du « Meilleur nouvel artiste » et le prix de la « Meilleure chanson rap » pour, une nouvelle fois, Family Ties.
Une version deluxe de son album The Melodic Blue sort le 28 octobre 2022 et inclut 10 nouveaux titres.

### Vie privée
Il est le cousin de Kendrick Lamar et aussi le cousin de Nick Young.

## Discographie

### Album studio
- 2021 : The Melodic Blue
- 2022 : The Melodic Blue (Deluxe)

### Mixtapes
- 2018 : The Sound of Bad Habit
- 2019 : Die for My Bitch

### Singles
- 2018 : Baby Keem
- 2018 : Miss Charlotte
- 2019 : Gang Activities
- 2019 : Invented It
- 2019 : France Freestyle
- 2019 : Orange Soda
- 2021 : no sense
- 2021 : Durag Activity (featuring Travis Scott)
- 2021 : Family Ties (featuring Kendrick Lamar)
- 2023 : The Hillbillies (featuring Kendrick Lamar)

## Distinctions
| Années | Cérémonies    | Catégories               | Résultats |
| ------ | ------------- | ------------------------ | --------- |
| 2022   | Grammy Awards | Meilleur nouvel artiste  | Perdu     |
| 2022   | Grammy Awards | Meilleure chanson rap    | Perdu     |
| 2022   | Grammy Awards | Meilleure prestation rap | Lauréat   |